# Sally Morgan (femme politique)
Pour les articles homonymes, voir Sally Morgan.
Sally Morgan, baronne Morgan de Huyton (née le 28 juin 1959), est une Personnalité politique du parti travailliste britannique et maître du Fitzwilliam College de Cambridge. Elle est l'ancienne présidente d'Ofsted.

## Jeunesse
Morgan fait ses études à la Belvedere School for Girls, à Liverpool, et à l'Université de Durham, où elle obtient en 1980 un BA en géographie. Après avoir obtenu un certificat d'études supérieures en éducation (PGCE) au King's College de Londres en 1981, elle travaille comme enseignante à la Beverley School de New Malden, Surrey de 1981 à 1985. Elle obtient une maîtrise en éducation de l'Institute of Education de Londres. Au début des années 80, elle est active dans la politique étudiante. En tant que membre de la National Organization of Labour Students, elle est un membre du comité exécutif du British Youth Council. 

## Carrière
À partir de 1985, elle travaille pour le Parti travailliste sous John Smith et Tony Blair avant de rejoindre le cabinet politique de Blair au 10 Downing Street après les élections générales de 1997. Elle est nommée à pair vie comme baronne Morgan de Huyton, de Huyton dans le comté de Merseyside, le 20 juin 2001. 
Elle est ministre d'État aux femmes au Cabinet Office de juin à novembre 2001 avant de rejoindre le 10 Downing Street en tant que directrice des relations gouvernementales. Elle quitte Downing Street en 2005. Elle est l'un des trois conseillers sur lesquels Blair se reposait le plus, avec Jonathan Powell et Alastair Campbell. 
En avril 2006, elle est nommée membre du conseil d'administration de l'Olympic Delivery Authority. En novembre 2005, elle est directrice non exécutive de Carphone Warehouse, ainsi que directrice non exécutive de TalkTalk de 2005 à 2010, et membre du comité consultatif de soins de santé de Lloyds Pharmacy. Elle est directrice non exécutive de Southern Cross Healthcare de 2006 jusqu'à ce qu'elle ait eu de graves problèmes financiers en 2011, avant que la société ne déclare son insolvabilité l'année suivante. Elle entre au conseil d'administration de l'organisme de bienfaisance pour enfants Absolute Return for Kids (ARK)  et est présidente du conseil d'administration de The Future Leaders Trust, ainsi que de ses organisations successeurs, depuis 2006. 
En juillet 2017, elle est nommée directrice non exécutive senior de la société de services de construction et de soutien Carillion, siégeant aux comités d'audit, d'intégrité commerciale, de nomination, de rémunération et de développement durable. 
En 2007 et 2008, Morgan préside une enquête sur le bénévolat des jeunes adultes, nommée The Morgan Inquiry, parrainée par le groupe parlementaire multipartite et soutenue par l'Association scoute. 
Elle est nommée présidente d'Ofsted par le gouvernement dirigé par les conservateurs à partir de mars 2011 et quitte ce poste à l'automne 2014, à la suite de sa non-reconduction pour un deuxième mandat de trois ans.  
Morgan est administrateur de l'Education Policy Institute, un institut de recherche basé à Westminster. 
En octobre 2019, elle succède à Nicola Padfield en tant que maître du Fitzwilliam College, Cambridge, devenant le 9e maître du collège. 